# Narodna čitaonica
Narodna čitaonica (Folkläsesalen) är idag en underavdelning till Rijekas stadsbibliotek. Den etablerades år 1849 i dåvarande österrikiska Fiume (dagens Rijeka) och kallades ursprungligen "Narodna čitaonica riečka" (Rijekas folkläsesal). Folkläsesalen var ursprungligen en bokklubb och sammanslutning för stadens kroatisktalande. Under flera årtionden var den ett socialt och kulturellt centrum som även lämnade avtryck på det politiska livet. Narodna čitaonica är en av Rijekas äldsta kulturinstitutioner med kontinuerlig verksamhet från 1800-talets mitt.
Folklässalen är idag en del av Rijekas stadsbibliotek men anses vara en av föregångarna till den samma. Narodna čitaonica är belägen i Radio Rijekas byggnad på gatuadressen Korzo 24 i centrala Rijeka. I dess lokaler har besökare tillgång till bland annat inhemska och utländska tidskrifter.

## Bakgrund
På 1600-talet etablerades de första bokklubbarna i England med syfte att främja läsning och böcker i största allmänhet. De kallades "Gentlemen’s Libraries", "Library Societies", "Reading Societies" eller "Book Clubs" och riktade sig inledningsvis till det läskunniga övre samhällsskiktet. I bokklubbarna som ofta hade egna stadgar samlades studenter, författare, officerare, präster med flera för att ta del av vetenskapliga och litterära nyheter samt läsa tidskrifter och böcker. Inte sällan anordnades sociala aktiviteter och i bokklubbarnas lokaler diskuterades sociala och politiska händelser. Under nästkommande århundraden etablerades allt fler läsesalar inte bara i England utan även i det fransk-, tysk- och italiensktalande Europa.
Även om det lärda och välbemedlade övre samhällsskiktet i vad som idag är Kroatien organiserade sig i olika sammanslutningar redan på 1500-talet dröjde till år 1750 innan den första bokklubben kallad "Casino nobile" etablerades i det då officiellt italiensktalande Zara (Zadar). I dessa tidiga bokklubbar var medlemmarna av olika nationaliteter och medlemskapet avgjordes efter social status snarare än etnisk bakgrund. Vanligtvis talades eller lästes litteratur på italienska, tyska, latin eller andra språk. Kroatiskan ansågs vara allmogens språk och hade allmänt lägre status. Den allt starkare nationalismen i Europa i slutet av 1700-talet tog sig bland kroater (och serber och slovener) i Österrike uttryck i illyrismen vars program främjade sydslavernas nationella pånyttfödelse och sammanslutning. Mot bakgrund av detta etablerades de första kroatiskspråkiga, så kallade illyriska, bokklubbarna och läsesalarna år 1838 i dåvarande Österrike. Dessa kom att spela en viktig roll och lämnade på 1800-talet ett bestående avtryck på den kroatiska nationella pånyttfödelsen.

## Historik
År 1466 inlemmades Rijeka i Habsburgska riket. Genom ett dekret från kejsarinnan Maria Teresia utsågs staden år 1779 till ett corpus separatum, formellt kallat Staden Fiume med omnejd, inom monarkin. I enlighet med kejsarinnans påbud fick staden en ny rättslig och politisk status. Fiume med omnejd blev ett halvautonomt område, friställt den kroatiska provinsen, som löd direkt under den ungerska kronan. Kroaterna ogillade att staden i politisk och administrativ mening avskiljts från omgivande (kroatiskt) territorium. Beslutet som tolkades på olika sätt av kroaterna och ungrarna låg därefter till grund för en långdragen politisk dispyt mellan Zagreb och Budapest om herraväldet över staden.
Under det turbulenta revolutionsåret 1848 valde den kroatiska lantdagen i Zagreb att avbryta kontakterna med Ungern. Rijeka intogs därefter fredligt av den kroatiske banens Josip Jelačićs armé och politikern Josip Bunjevac sändes till staden för att överta befälet och stävja den uppkomna politiska oron. Trots den lokala italiensktalande maktelitens motvilja upplöstes Rijekas speciella status och staden integrerades i Kroatien.
Politikern Josip Bunjevac lämnade ett bestående avtryck på Rijekas fortsatta historia. I enlighet med illyrismens värderingar lät han den 14 januari 1849 etablera det "inhemska kroatisk-slaviska sällskapet" i den då i formella sammanhang övervägande italiensktalande staden. Sällskapet låg till grund för etableringen av Rijekas folkläsesal. Folkläsesalens syfte var att samla alla människor som älskade det skrivna ordet men blev snart, åtminstone för de kroatiskspråkiga delen av befolkningen i staden, ett centrum för det sociala och kulturella livet. Förutom att ta del av olika tidskrifter och höra de senaste nyheterna kunde besökarna delta i fester och danser som anordnades i Folkläsesalens regi.
Folkläsesalen var inte bara en kulturinstitution utan lämnade även avtryck på det politiska livet. På initiativ av dr. Erazmo Barčić köpte Folkläsesalen år 1889 den byggnad som idag är känd som Radio Rijekas byggnad. I dessa lokaler förkunnades Rijekaresolutionen år 1905. Folkläsesalens politiska dimension föranledde att så kallade "arditi", italienska nationalistiska och fascistiska frikårer, år 1919 lät demolera Folkläsesalens lokaler. Därtill lät de förstöra boktryckeriet "Miriam" vilket, sett ur en kulturell och politisk synvinkel, blev ett hårt bakslag för stadens kroatisktspråkiga befolkning. Händelserna bör ses i ljuset av den gryende italienska fascismen och hade sin bakgrund i den territoriella dispyt om Rijeka som uppstått efter Österrike-Ungerns upplösning år 1918 där både Italien och den år 1918 nyskapade sydslaviska staten Serbernas, kroaterna och slovenernas kungarike (från år 1929 kallat Jugoslavien) gjorde anspråk på staden.
Efter andra världskriget och Rijekas administrativa återförening med Sušak år 1947 övertog Rijekas folkläsesal rollen som Rijekas huvudbibliotek. År 1962 etablerades Rijekas stadsbibliotek och sedan dess utgör Folkläsesalen en underavdelning till stadsbiblioteket.   